# ماريا شنايدر
إسمها الحقيقي ماري هيلين شنايدر (بالفرنسية: Maria-Hélène Schneider)‏ هي ممثلة فرنسية ولدت في يوم 27 مارس 1952 في مدينة باريس عاصمة فرنسا، ولدت لأب فرنسي ولأم من ألمان رومانيا، مثلت في عدة أفلام منها فلم لاست تانغو في باريس في سنة 1972 وألتي مثلته مع الممثل الأمريكي مارلون براندو، كما مثلت في فيلم المسافر في سنة 1975، في يوم 3 فبراير 2011 توفيت بعد معاناتها مع مرض السرطان عن عمر راوح 58 سنة.

## روابط خارجية
- ماريا شنايدر على موقع IMDb (الإنجليزية)
- ماريا شنايدر على موقع روتن توميتوز (الإنجليزية)
- ماريا شنايدر على موقع مونزينجر (الألمانية)
- ماريا شنايدر على موقع قاعدة بيانات الأفلام العربية
- ماريا شنايدر على موقع ألو سيني (الفرنسية)
- ماريا شنايدر على موقع تيرنر كلاسيك موفيز (الإنجليزية)
- ماريا شنايدر على موقع أول موفي (الإنجليزية)
- ماريا شنايدر على موقع قاعدة بيانات الأفلام السويدية (السويدية)
- ماريا شنايدر على موقع إن إن دي بي (الإنجليزية)
- ماريا شنايدر على موقع ديسكوغز (الإنجليزية)